# Limnea d'Histiaeotis
Limnea d'Histiaeotis (en llatí Limnaea, en grec antic Λιμναία) era una ciutat de Tessàlia, situada al districte d'Hestieòtide que van ocupar els romans l'any 191 aC.
És probablement la moderna Kortíkhi.